# جئول
جئول (انگلیسی: JEOL) شرکت الکترونیک ژاپنی است، که در سال ۱۹۴۹ تأسیس شد.